# Невельская наступательная операция
Невельская наступательная операция —  наступательная операция Красной армии против немецких войск во время Великой Отечественной войны. Проводилась с 6 по 10 октября 1943 года частью сил Калининского фронта с целью овладения Невелем и нарушения коммуникаций противника на северном крыле советско-германского фронта и удерживания его, обеспечивая с севера наступление главных сил фронта на Витебск.

## Обстановка
По завершении Курской битвы Красная армия перешла в общее наступление на южном и центральном участках советско-германского фронта. Чтобы не допустить переброски немецких дивизий на юго-западное направление войска Западного и левого крыла Калининского фронтов начали Смоленскую наступательную операцию. Потребовались активные действия и на правом крыле Калининского фронта. Здесь советским войскам предстояло наступать на Невель, чтобы перерезать коммуникации вермахта между группами армий «Север» и «Центр» с целью затруднить манёвр немецких войск по переброске из Прибалтики в Белоруссию и на Украину, а также отвлечь его резервы с витебского направления. Вместе с тем действия 3-й ударной армии должны были создать условия для развития успеха в южном направлении — на Городок или в северо-западном направлении — для захвата крупного узла вражеской обороны города Новосокольники.

## Немецкая оборона

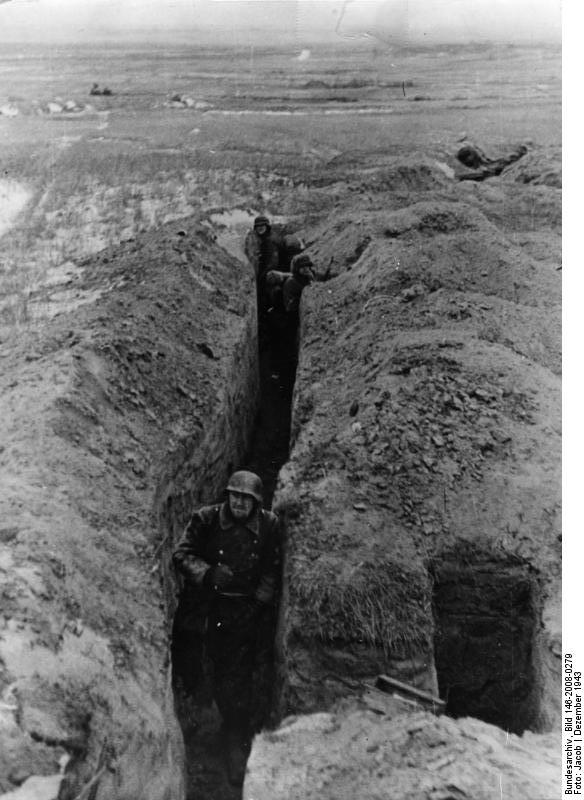
Немецкие оборонительные укрепления в районе Невеля (декабрь 1943)

Немецкая оборона подготавливалась более полугода и представляла собой систему сильных опорных пунктов и узлов сопротивления, расположенных на местности с большим количеством озёр и глубоких оврагов. В инженерном отношении оборона была хорошо подготовлена и включала развитую систему окопов, траншей, ходов сообщения полного профиля, а также блиндажи и дзоты с перекрытиями в несколько накатов. Для пулемётов, миномётов и орудий было оборудовано большое количество запасных позиций. В направлении, где советские войска предполагали нанести главный удар, было расположено более 100 огневых точек, до 80 блиндажей, 16-20 миномётных позиций, 12 артиллерийских батарей и 12-16 отдельных орудий. Кроме того, до 8 артиллерийских батарей могли вести огонь с соседних участков. Передний край обороны был прикрыт двумя полосами минных полей глубиной по 40-60 метров и двумя рядами проволочных заграждений. Второй оборонительный рубеж проходил по р. Шестихе. Общая глубина обороны составляла 6-7 км.
Город Невель со всех сторон окаймлён системой озёр, разделённых несколькими дефиле шириной не более двух километров. Между озёрами были отрыты противотанковые рвы, а на дорогах установлены мины и железобетонные надолбы в 5-8 рядов, вокруг города создана система инженерных сооружений, населённые пункты к нему превращены в узлы сопротивлений. Это во много облегчало оборону города даже ограниченными силами. Гарнизон состоял из 343-го охранного батальона, строительного батальона 43-го армейского корпуса, тыловых частей и учреждений — всего более 2 тысяч человек.
Ближайшие резервы вермахта составляли до четырёх батальонов и до двух пехотных полков.

## Состав и силы сторон

### СССР
Часть сил Калининского фронта:
Часть сил 3-й ударной армии (генерал-лейтенант К. Н. Галицкий):
- 357-я стрелковая дивизия (генерал-майор А. Л. Кроник)
- 28-я стрелковая дивизия (полковник М. Ф. Букштынович)
- 21-я гвардейская стрелковая дивизия (генерал-майор Д. В. Михайлов)
- 46-я гвардейская стрелковая дивизия (генерал-майор С. И. Карапетян)
- 78-я танковая бригада (полковник Я. Г. Кочергин)
- 100-я стрелковая бригада (полковник А. И. Серебряков)
- 31-я стрелковая бригада (полковник Л. А. Бакуев)
- 163 истребительно-противотанковый полк (гвардии подполковник Харьков Г.М)
- 827-й гаубичный артиллерийский полк (полковник Быданов А.Ф)

Часть сил 4-й ударной армии (генерал-майор В. И. Швецов):
- 2-й гвардейский стрелковый корпус (генерал-лейтенант А. П. Белобородов)
  - 360-я стрелковая дивизия (полковник И. И. Чиннов)
  - 117-я стрелковая дивизия (генерал-майор Е. Г. Коберидзе)
  - 16-я литовская стрелковая дивизия (генерал-майор В. А. Карвялис)
- Часть сил 83-го стрелкового корпуса (генерал-лейтенант А. А. Дьяконов)
  - 47-я стрелковая дивизия (генерал-майор В. Г. Чернов)
- 236-я танковая бригада (полковник Н. Д. Чупров)
- 143-я танковая бригада (полковник Подковский А. С.)

Часть сил 3-й воздушной армии (генерал-лейтенант авиации Н. Ф. Папивин)
- 240-я истребительная авиационная дивизия (полковник Г. В. Зимин)
- 211-я штурмовая авиационная дивизия (полковник П. М. Кучма)

### Германия
Часть сил 43-го армейского корпуса (генерал пехоты К. фон Офен):
- 263-я пехотная дивизия (генерал-лейтенант В. Рихтер)
- 291-я пехотная дивизия (генерал-лейтенант В. Гёриц)

Часть сил 2-го авиаполевого корпуса:
- 2-я авиаполевая дивизия (полковник Г. Петцольд)

Для отражения советского наступления были дополнительно привлечены:
- 58-я пехотная дивизия (генерал артиллерии К. Зиверт)
- 83-я пехотная дивизия (генерал-лейтенант Т. Шерер)
- 129-я пехотная дивизия (генерал-майор К. Фабиунке)
- 281-я охранная дивизия (генерал-лейтенант В. фон Штокхаузен)
- 20-я танковая дивизия (генерал-майор М. фон Кессель)

## План операции
Замысел операции состоял в том, чтобы быстро прорвать немецкую оборону, стремительным броском овладеть Невелем и занять выгодные позиции для дальнейшей борьбы. Решающее значение при этом имела внезапность и стремительность действий. Любая задержка могла привести к срыву операции, так как в этом случае немецкое командование успело бы перебросить на угрожаемое направление резервы и усилить оборону.
Главную роль в наступлении предстояло сыграть 3-й ударной армии. Чтобы обеспечить решение основной задачи операции на главном направлении, на фронте Рубино, Лоскатухино, генерал-лейтенант К. Н. Галицкий включил в ударную группу четыре из имевшихся шести стрелковых дивизии, две из трёх стрелковых бригад, все танки и почти всю артиллерию армии. Эти силы сосредоточивались на 4х-километровом участке. Оборона остального 100-километрового участка фронта армии была возложена на оставшиеся силы (два полевых укреплённых района, армейский запасной полк, заградительный отряд и слабо укомплектованная 185-я стрелковая дивизия). В соответствии с замыслом операции был выбран вариант глубокого построения ударной группы. В первый эшелон, предназначенный для прорыва немецкой обороны, были выделены 28-я и 357-я стрелковые дивизии, усиленные двумя миномётными полками. Эти войска наносили главный удар в направлении Пришвине, Королиновка. В последующем они должны были захватить дефиле между озёрами Черетвицы, Воротно, овладеть городом Невель с северо-востока и районом западнее его. Для развития успеха после прорыва обороны назначались 78-я танковая бригада, 21-я гвардейская стрелковая дивизия и три артиллерийских полка. Силы второго эшелона развивали удар в направлении Ващеничино, Столбово, чтобы захватить дефиле между озёрами Воротно, Мелкое и овладеть городом Невель с востока. В дальнейшем они должны были выдвинуться на линию Верхитно, озеро Среднее, Плисса, Невель и оборонять этот рубеж до подхода основных сил стрелков. Резерв  составляли 46-я гвардейская стрелковая дивизия, 31-я и 100-я стрелковые бригады. Они готовились двигаться за наступающей группой.
План операции предусматривал 5 этапов.
- На первом этапе требовалось скрытно сосредоточить в исходных районах войска, предназначенные для наступления и завершить накопление материальных средств, в первую очередь боеприпасов, необходимых для операции.
- На втором этапе войска быстро и скрытно занимали исходное положение в непосредственной близости от переднего края.
- Третий этап включал артиллерийскую подготовку, атаку, прорыв обороны противника на глубину 6-7 км до р. Шестиха, обеспечение ввода в прорыв эшелона развития успеха.,
- На четвёртом этапе эшелон развития успеха стремительным ударом должен был захватить межозёрные дефиле на подступах к Невелю и овладеть городом.
- На пятом этапе требовалось закрепиться севернее и западнее Невеля, организовать прочную оборону и быть в готовности отражать контратаки подходящих резервов противника.

Согласно плану артиллерийского обеспечения операции на участке прорыва были сосредоточены 814 орудий и миномётов, что составляло 91 % от всех имевшихся в армии. Перед артиллерией были поставлены задачи по уничтожению артиллерийских и миномётных батарей противника, подавлению огневых точек на переднем крае и в глубине обороны, предотвращение контратак и воспрепятствование подходу резервов. Действия артиллерии были организованы как артиллерийское наступление, в котором 1,5 часа отводилось на артподготовку и 35 минут на сопровождение атаки огневым валом. Узкий участок прорыва давал возможность добиться достаточно высокой для лесисто-болотистой местности плотности артиллерии (75 орудий на 1 км, не считая 82-мм миномётов и 45-мм орудий).
При недостатке артиллерии, танков, инженерных войск и средств разведки успех мог быть обеспечен только сосредоточением их на узком участке на направлении главного удара. Имея всего лишь одну танковую бригаду, командующий армией, оценив характер местности и наличие сильных заграждений, решил использовать её не в качестве танков непосредственной поддержки пехоты, а в составе эшелона развития успеха.
Чтобы не допустить удара во фланг наступающей армии К. Н. Галицкого и прикрыть её действия, южнее Невеля должна была наступать 4-я ударная армия. Удар наносился 360-й и 47-й стрелковыми дивизиями в направлении озера Езерище и далее к Городку. Успех должна была развивать 236-я и 143-я танковые бригады. Их главной задачей было перерезать шоссе Городок—Невель.
Для авиационной поддержки войск из состава 3-й воздушной армии выделялись 211-я штурмовая и 240-я истребительная авиационные дивизии. В период подготовки пехоты к атаке лётчикам предстояло нанести бомбовые и штурмовые удары по опорным пунктам, расположенным на направлении главного удара. В дальнейшем штурмовики под прикрытием истребителей должны были обеспечить продвижение 28-й стрелковой дивизии и эшелона развития прорыва. Кроме того, на авиацию возлагались задачи по прикрытию с воздуха ударной группировки, нарушение ж/д сообщения противника на участках Полоцк — Дретунь и Невель — Городок и ведение воздушной разведки в направлении Пустошки и Витебска с целью своевременного обнаружения подходящих резервов немцев.
Руководить войсками армии в период операции предусматривалось с заранее оборудованных и обеспеченных связью пунктов управления. Передовой командный пункт № 99 находился в деревне Ворохобы, а два наблюдательных пункта располагались вблизи участка прорыва — в Рындихе и Веренино. Непосредственное руководство наступавшими соединениями осуществлялось заместителем командующего армией генерал-майором С. А. Князьковым со вспомогательного пункта управления, оборудованного в лесу восточнее деревни Собакино. Снабжались войска с железнодорожной станции Великие Луки, находившейся в 60 километрах от района сосредоточения.

## Подготовка операции
Командование фронта и армий уделяло большое внимание тщательной подготовке операции. В штабе 3-й Ударной армии все детали предстоящей операции были отработаны на картах и макетах местности с командирами дивизий, бригад и артиллерийских частей. В стрелковых подразделениях, входивших в ударную группировку, проводились тренировки по отдельным фазам боя: скрытный выход в исходное положение, взаимодействие в ходе атаки, преодоление заболоченной местности, максимальное использование результатов артиллерийской подготовки. В 28-й стрелковой дивизии, которой командовал полковник М. Ф. Букштынович, было проведено около 50 ротных и батальонных учений, на которых отрабатывались вопросы взаимодействия пехоты и артиллерии. Вплоть до начала операции на всём фронте армии велась усиленная разведка, которая с достаточной точностью установила вражескую группировку, её численный состав, систему огня и минных заграждений.
Одновременно с усилением разведки были приняты меры по сохранению в тайне намерений советского командования. До последнего момента решение о наступлении было известно ограниченному кругу лиц. Все документы писались от руки, пользоваться пишущей машинкой было запрещено. Большое внимание уделялось оперативной маскировке. Войска в исходных районах размещались в лесах, а перегруппировка проводилась строго в ночное время. Чтобы скрыть сосредоточение большого количества артиллерии от каждого артиллерийского полка для пристрелки выделялось только одно орудие.
В период подготовки операции штаб 3 Ударной армии позаботился о создании материальных запасов и инженерном обеспечении. Было подвезено 3,5-4 боекомплекта боеприпасов, свыше 420 тонн горючего, 14 суточных рационов продовольствия, 250 тонн инженерного имущества.
Сапёрные подразделения проделали на участке прорыва до 30 проходов в минных полях, по 2 прохода на стрелковую роту первого эшелона. Были сделаны сборные мосты для переправы танков в глубине обороны через реку Шестиха, подготовлены отряды заграждений с резервом мин для закрепления захваченных рубежей.
В течение суток, предшествующих началу наступления партизаны, действующие в районах Невеля, Идрицы, Себежа, Полоцка провели ряд диверсий, в результате которых были уничтожены воинские эшелоны с людьми и боеприпасами, разгромлены несколько гарнизонов противника.
Сначала задачи командирам дивизий и полков были поставлены устно. Лишь утром 5 октября, накануне наступления, командирам соединений дали выписки из боевого приказа и плана операции.
Для достижения внезапности удара период сосредоточения войск был по возможности ограничен. Советскому командованию удалось незаметно для противника произвести смену и перегруппировку частей на всем 100-километровом фронте армии. Сосредоточение войск в исходном районе для наступления было завершено точно в установленные сроки и с соблюдением всех мер маскировки.
Для сокращения расстояния от исходного рубежа наших частей до объектов атаки за три ночи, предшествовавшие наступлению, советские войска последовательно передвинули первую траншею на 250—300 метров вперёд.
Под покровом темноты подразделения 28-й дивизии выдвигались ближе к противнику и к утру зарывались в землю. Затем, в течение дня, отрывалась сплошная траншея полного профиля. На следующую ночь подобная операция проводилась на другом участке.
При общей пассивности советских войск немцы расценивали передвижение траншей как местное незначительное улучшение оборонительных позиций. В действительности такое мероприятие позволило советским частям приблизить к противнику исходный рубеж и тем самым сократить время сближения с врагом в период артиллерийской подготовки.
В ночь на 6 октября все приготовления Красной Армии были закончены. Соединения и части 1-го и 2-го эшелонов ударной группировки заняли исходное положение для наступления. Артиллерия вышла на огневые позиции.

## Ход боевых действий
Невельская операция началась 6 октября в 5 часов утра с разведки боем. Чтобы запутать немецкое командование относительно направления главного удара разведка проводилась на нескольких участках фронта. На направлении главного удара две стрелковых роты, по одной от каждой стрелковой дивизии первого эшелона, перешли в атаку с задачей вызвать на себя огонь противника и тем самым выявить новые и уточнить расположение известных огневых точек, позиции артиллерии и миномётов. В 8 часов 40 минут орудия и миномёты открыли огонь по немецкой обороне. Уничтожающий обстрел переднего края, опорных пунктов, позиции артиллерийских и миномётных батарей гитлеровцев продолжался в течение часа. В 9 часов 55 минут был дан залп реактивной артиллерии, и одновременно началось подавление артиллерийских батарей вермахта. Затем более 100 орудий ударили прямой наводкой по огневым точкам на переднем крае. Одновременно по опорным пунктам противника нанесли бомбо-штурмовой удар лётчики 211-й штурмовой авиадивизии.
В 10:00 пехота 28-й и 357-й стрелковых дивизий 3-й ударной армии поднялась в атаку и вступила в бой за овладение первой траншеей. Одновременно артиллерия перенесла огонь вглубь обороны противника. На отдельных участках фронта советской артиллерии удалось полностью подавить огневые точки противника, что позволило пехоте с ходу преодолеть передний край и завязать бой во второй немецкой траншее. Через час после начала атаки подразделения 28-й стрелковой дивизии прорвали немецкую оборону на участке 2,5 км и продвинулись до 2 км в глубину. В полосе действий 357-й стрелковой дивизии немецкая оборона не была до конца уничтожена артиллерийским огнём, наступающие встретили сильное сопротивление и продвинуться не смогли.
Успешно началось наступление 4-й ударной армии. 360-я и 47-я стрелковые дивизии перешли в атаку также в 10 часов 6 октября после почти полуторачасовой артиллерийской и авиационной подготовки. Не встретив серьёзного сопротивления, они вскоре овладели первыми линиями траншей. Около 11:30 в бой была введена 236-я танковая бригада полковника Н. Д. Чупрова. Через 20 минут в прорыв устремилась вторая подвижная группа, возглавляемая командиром 143-й танковой бригады полковником А. С. Подковским. Перед танкистами была поставлена задача перерезать шоссейную дорогу Невель — Городок.
Упорное сопротивление гитлеровцев перед фронтом 357-й стрелковой дивизии 3-й ударной армии угрожало сорвать всю операцию, в которой основным фактором успеха должна была стать стремительность наступления. Позднее, учитывая, что при прорыве обороны 357-я стрелковая дивизия действовала недостаточно решительно, генерал Галицкий вынужден был отстранить в ходе боя её командира и назначить нового. Командующий 3-й ударной армией решил использовать успех 28-й стрелковой дивизии для ввода в бой эшелона развития прорыва. в 12 часов 78-я танковая бригада, один полк 21-й гвардейской стрелковой дивизии на машинах и части усиления устремились вперёд. Вслед за ними в пешем порядке двинулись оставшиеся два полка 21-й гвардейской дивизии. Подвижная группа двигалась двумя колоннами. В правой колонне были: 264-й танковый батальон (без одной роты), три батареи 163-го иптап, два взвода сапёров, стрелковый батальон 59-го стрелкового полка на автомашинах с 120-мм миномётной батареей, батарея 1622-го зенап, дивизион 827-го гап. Командовал колонной командир 264-го танкового батальона майор Д. Н. Дудченко. В левой колонне шли: 263-й танковый батальон с ротой 264-го танкового батальона, три батареи 163-го иптап, два взвода сапёров, два батальона 59-го стрелкового полка на автомашинах с 120-мм миномётной батареей, батарея 1622-го зенап, дивизион 827-го гап. Командовал колонной командир 263-го танкового батальона майор И. Ф. Дедык. Мотострелковый батальон 78-й танковой бригады (240 чел.) был посажен в качестве десанта на танки (по 5 человек на Т-34 и по три на Т-70). За указанными частями двигались соответственно 64-й и 69-й гвардейские стрелковые полки 21-й гвардейской стрелковой дивизии. Возглавил эшелон развития прорыва командир 21-й стрелковой дивизии генерал-майор Д. В. Михайлов. Минные поля и заболоченные участки, лежащие на пути наступающих, сильно снижали темп наступления. Единственная дорога, проходившая через передний край обороны противника, была заминирована в районе Политыки. Минные поля на этом направлении танкистам известны не были. Из-за этого в левой колонне подорвалось четыре танка и несколько автомашин. Многие автомашины застряли в грязи. Движение замедлилось. Колонны подвижной группы растянулись настолько, что их стали обгонять подразделения 64-го и 69-го гвардейских стрелковых полков. Для их преодоления использовались сапёрные подразделения, автомашины через грязь и топи пехотинцы перетаскивали буквально на руках. К тому же противник, отходя на северо-запад и на юг, усилил артиллерийско-миномётный огонь по участку прорыва и одновременно по нашим выдвигавшимся колоннам. Создалась критическая обстановка: дальнейший успех наступления всецело зависел от решительных, согласованных, смелых действий. Генерал Галицкий приказал артиллерии и поддерживающей авиации немедленно подавить артиллерийские и миномётные батареи противника, особенно те, которые интенсивно обстреливали с северо-запада боевые порядки 357-й дивизии. Командиры 78-й танковой бригады и 21-й гвардейской дивизии получили категорический приказ ускорить выдвижение колонн по своим маршрутам, не ввязываясь в бои с мелкими группами противника. Подстёгнутая распоряжением командующего, подвижная группа, преодолевая огневое сопротивление с флангов, устремилась в прорыв и прошла через боевые порядки наших войск, которые вели рукопашную схватку в последней траншее. Танки, автомашины с пехотой и артиллерия вырвались в районе Кошелево на дорогу Усвяты — Невель и стремительно двинулись вперёд, сметая отступавшие подразделения гитлеровцев. К 14 часам части эшелона развития прорыва преодолели оборону противника, вырвались в районе Косенков на шоссе Велиж — Невель и вскоре, опередив отступающие немецкие части, вышли к реке Шестихе и захватили мосты через неё. Наступление успешно развивалось. Встречавшиеся на пути отдельные очаги сопротивления подавлялись огнём сухопутных войск и штурмовой авиации. Налёты вражеских бомбардировщиков отражали зенитчики и истребители прикрытия. К 16 часам передовой отряд достиг Невеля. Первым, ведя за собой головную танковую роту, вошёл в город заместитель командира 263-го танкового батальона капитан Пирожников С. М. Ворвавшись в Невель, 263-й и 264-й танковые батальоны сразу же захватили телеграф, вокзал, мосты, а затем двинулись на западную окраину города. Вслед за танками вошли передовые подразделения 52-го гвардейского стрелкового полка 21-й гвардейской стрелковой дивизии под командованием майора Соловьёва и капитана Рыбина. К вечеру войска подвижной группы очистили город от противника. Было уничтожено до 600 человек. взято в плен около 400 человек. После занятия ж/д станции из двух эшелонов, приготовленных для отправки в Германию, были освобождены 1600 невельчан. В 16:40 командир 78-й танковой бригады полковник Я. Г. Кочергин передал в штаб армии донесение о взятии Невеля. Успех был достигнут настолько быстро, что командующий фронтом А. И. Ерёменко усомнился в точности донесения. К. Н. Галицкий личным докладом подтвердил информацию и предложил развить наступление на Идрицу и Полоцк. Но А. И. Ерёменко, учитывая напряжённую обстановку на Калининском фронте, не поддержал его и приказал закрепить достигнутый успех. К исходу дня части закрепились северо-западнее и западнее города.
В результате первого дня операции войска 3-й и 4-й ударных армий выполнили свои задачи и выбили части 263-й пехотной и 2-й авиаполевой дивизий гитлеровцев с занимаемых рубежей. Парируя удар, немецкое командование стало спешно подтягивать в район прорыва подкрепление с других участков фронта. Начиная с 7 октября, в районе боевых действий стали появляться части 58-й (переброшена с Волховского фронта) и 122-й (переброшена из под Старой Руссы, с Северо-Западного фронта) пехотных, а также 281-й охранной дивизии (переброшена из Новоржева). Подходящие германские войска стали предпринимать попытки вернуть утраченные позиции. Рано утром немцы нанесли удар по 21-й гвардейской стрелковой дивизии и 78-й танковой бригаде. К 10 часам им удалось овладеть машинно-тракторной станцией на северной окраине Невеля. Одновременно противник повёл наступление из района Алунтьево, потеснил советские подразделения и занял железнодорожную станцию Невель. Одновременно с 7 октября активность немецкой авиации резко увеличилась, авиация в этот день выполнила 305 боевых вылетов. Непрерывно возрастая, число боевых вылетов к 11 октября дошло до 900. В воздухе разгорелись бои с лётчиками 240-й истребительной авиадивизии. В целом же за период с 6 по 11 октября 1943 года лётчики дивизии произвели 1450 боевых вылетов и сбили 94 самолёта противника{11}. Чтобы выполнить поставленные задачи, им приходилось совершать по 5-7 вылетов в день.

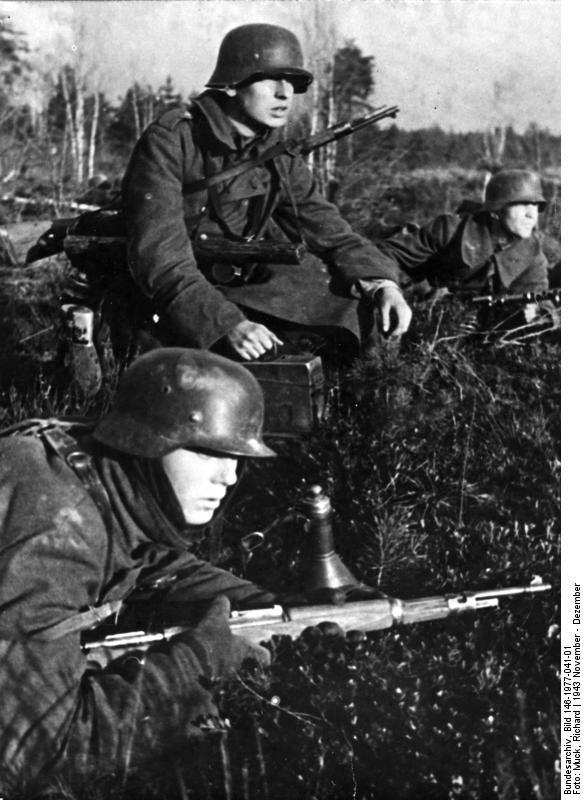
Военнослужащие вермахта готовятся к обороне в районе Невеля (декабрь 1943)

Советское командование в свою очередь стремилось развивать наступление. Для этого командующий 3-й ударной армией в ночь на 7 октября ввёл в бой 31-ю стрелковую бригаду, которая к утру расширила разрыв в немецкой обороне до 10-12 км, выйдя в район Барсуков. К исходу дня она заняла рубеж Печище, оз. Еменец, обеспечив тем самым с юга войска, овладевшие Невелем. На этом рубеже бригада в течение двух дней успешно отражала контратаки немцев. Днём того же дня 360-я стрелковая дивизия и 236-я танковая бригада из состава 4-й ударной армии сломили сопротивление противника в одном из крупных узлов обороны, вышли к озеру Езерище и стали обходить его с севера и с юга. Вскоре войскам, наступающим на правом фланге армии, удалось выйти к шоссе Городок — Невель и перерезать его.
Прорыв в северном направлении 7 октября расширяли части 28-й стрелковой дивизии. Они вышли в район Бусолово, но здесь были встречены сильными контратаками.
С утра 8 октября во всей полосе советского наступления развернулись ожесточённые бои с контратакующими немецкими войсками. С советской стороны в бой была введена 46-я гвардейская стрелковая дивизия, с немецкой — подошедшие резервы, общей численностью не менее двух дивизий. К исходу 8 октября 46-я гвардейская стрелковая дивизия вышла в район Сыроквашино, а на следующий день в район Гололобы, расширив прорыв по фронту до 20-25 километров. Её успех сказался на действиях соседних соединений: начали продвигаться вперёд и 28-я и 357-я стрелковая дивизии. Особенно сильные атаки немцы предпринимали на позиции 69-го гвардейского стрелкового полка 21-й гвардейской стрелковой дивизии и 100-й стрелковой бригады, занимавших оборону северо-западнее Невеля. В ходе напряжённого многочасового боя частям вермахта сначала удалось прорваться в расположение советских войск и приблизиться к городу, однако своевременно организованная контратака позволила вскоре восстановить положение и дальнейшее продвижение противника было остановлено подразделениями 47-го гвардейского артиллерийского полка и 78-й танковой бригады. При их поддержке 69-й гвардейский стрелковый полк восстановил утраченное положение. Все последующие атаки также были отбиты.
9 и 10 октября напряжённые бои продолжались на всех направлениях. Немецкое командование стремилось вернуть утраченные позиции. Советские войска в свою очередь старались удержать занятые рубежи и даже расширить фронт прорыва. И на ряде направлений это удавалось. 9 октября части 28-й стрелковой дивизии прорвались к озеру Большой Иван и заняли межозёрное дефиле, чем существенно улучшили положение частей, обороняющихся севернее Невеля. В ночь на 10 октября на своём направлении значительного успеха добилась 46-я гвардейская стрелковая дивизия; её полки, переправившись через р. Еменка, заняли железнодорожную станцию Опухлики и вышли на рубеж р. Балаздынь. 185-я и 357-я стрелковые дивизии достигли главными силами рубежа железной дороги и реки Балаздынь. Здесь они приступили к организации обороны. 46-я гвардейская стрелковая дивизия была выделена в резерв командарма. В эти дни в полосе 4-й ударной армии для отражения немецких контрударов в бой вступили 117-я и 16-я литовская стрелковые дивизии.
31-я стрелковая бригада, действовавшая на самом левом фланге армии, серьёзного сопротивления не встречала. Бригада достигла рубежа Печище, Самухина, Жёлуди, где тоже перешла к обороне.
К 11 октября группировка немецких войск значительно усилилась за счёт подошедших резервов и численное превосходство перешло на сторону вермахта. Дальнейшее продвижение частей Красной Армии было остановлено. В сложившейся обстановке командующий фронтом приказал войскам перейти к обороне.
В ходе операции активную поддержку наступающим войскам оказывали партизаны: 5 и 6-я Калининские бригады, 4-я Белорусская и 1-я партизанская бригада Охотина. Своими действиями они нарушали немецкие коммуникации и задерживали подход резервов.за это время народные мстители пустили под откос 45 эшелонов с живой силой и техникой противника, уничтожили 117 автомашин, взорвали и разрушили 73 железнодорожных и шоссейных моста, сожгли 5 складов. В общей сложности в результате действий местных партизан противник потерял более 23 тыс. солдат и офицеров

## Потери

### Германия
В ходе боёв немецкие войска потеряли свыше 7400 человек, 8 танков, 236 орудий, 215 миномётов, более 600 автомашин. 2-я авиаполевая дивизия люфтваффе понесла столь тяжёлые потери, что была расформирована.

### СССР
Потери 3-й Ударной армии составили почти 2 тыс. человек, из них около 500 — безвозвратные. В 78-й танковой бригаде из 54 танков было утрачено только семь.

## Результаты операции

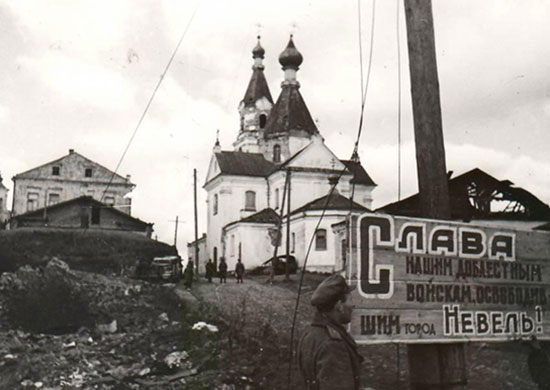
В освобожденном Невеле. 1943 год

Тщательная двухмесячная подготовка привела к выполнению главной задачи операции за одни сутки. Советскому командованию удалось скрыть масштабную подготовку операции, что позволило достичь внезапности и в конечном итоге привело к успеху.

С потерей Невеля вермахт лишился крупного узла дорог, что в корне нарушило всю его систему коммуникаций на этом участке фронта и затруднило возможность маневрирования резервами. В дальнейшем брешь в немецкой обороне, образованная вклинением советских войск, доставила много беспокойства германскому командованию. Гитлер неоднократно требовал ликвидировать прорыв, однако все попытки выполнить его приказ закончились неудачей. К. Типпельскирх писал:
Эта брешь превратилась в кровоточащую рану на стыке обеих групп армий.
По итогам операции Приказом Верховного Главнокомандующего 7 октября 1943 года № 30 частям и соединениям, отличившимся при освобождении г. Невель присвоено почетное наименование «Невельских»